# Comuna Morunglav, Olt
Morunglav este o comună în județul Olt, Oltenia, România, formată din satele Bărăști, Ghioșani, Morunești, Morunglav (reședința) și Poiana Mare. Comuna Morunglav este situată in nord-vestul județului Olt,pe malul stâng al râului Olteț.
La Morunglav se găsesc ruinele conacului Matei Morînglav, construit în 1725 și Biserica Poiana Mare, zidită în 1833.(Daliu Alin, preotul Bisericii Poiana Mare)

## Primari
- Ilie Gheorghe
- Nicolae Barbu
- Nita Alexandru

## Demografie
Componența etnică a comunei Morunglav
     Români (88,33%)
     Alte etnii (0,33%)
     Necunoscută (11,34%)
Componența confesională a comunei Morunglav
     Ortodocși (88,28%)
     Alte religii (0,24%)
     Necunoscută (11,48%)
Conform recensământului efectuat în 2021, populația comunei Morunglav se ridică la 2.125 de locuitori, în scădere față de recensământul anterior din 2011, când fuseseră înregistrați 2.545 de locuitori. Majoritatea locuitorilor sunt români (88,33%), iar pentru 11,34% nu se cunoaște apartenența etnică. Din punct de vedere confesional, majoritatea locuitorilor sunt ortodocși (88,28%), iar pentru 11,48% nu se cunoaște apartenența confesională.

## Politică și administrație
Comuna Morunglav este administrată de un primar și un consiliu local compus din 11 consilieri. Primarul, Nicolae Cărămizaru[*], de la Partidul Național Liberal, este în funcție din octombrie 2020. Începând cu alegerile locale din 2024, consiliul local are următoarea componență pe partide politice:
|  | Partid                          | Consilieri | Componența Consiliului | Componența Consiliului | Componența Consiliului | Componența Consiliului | Componența Consiliului |
|  | ------------------------------- | ---------- | ---------------------- | ---------------------- | ---------------------- | ---------------------- | ---------------------- |
|  | Partidul Național Liberal       | 5          |                        |                        |                        |                        |                        |
|  | Partidul Social Democrat        | 4          |                        |                        |                        |                        |                        |
|  | Alianța pentru Unirea Românilor | 1          |                        |                        |                        |                        |                        |
|  | Partidul Puterii Umaniste       | 1          |                        |                        |                        |                        |                        |